# ストーキング・キャット
ストーキング・キャット（Stalking Cat）ことデニス・アヴナー（Dennis Avner、1958年8月27日 - 2012年11月5日）は、アメリカ合衆国ミシガン州出身の人物である。彼は「虎」に似せて自分の顔や体を「改造」しており、「身体改造」の世界記録保持者として知られている。その外見からキャットマン（Cat Man）の通称で名高い。

## 経歴
アヴナーが自分の身体に「改造」を行い始めたのは、1980年のことであった。彼の両親はそれぞれ、ネイティヴ・アメリカンのヒューロン（en:Wyandot）とラコタの流れを汲む家系の出身だった。アヴナーは以前ヒューロンの族長と会談した際、「虎の道に従え」という閃きを受け、ヒューロンの古い伝統に則って自らの名前が示す「虎」に姿を似せることにした。全身へのタトゥーや整形手術は、しばしば麻酔なしで行われた。
「ストーキング・キャット」はその型破りな容姿で地域の有名人となり、取材や撮影の依頼を受けて頻繁に旅に出ることになった。テレビ番組「ラリー・キング・ライブ」などへ出演したり、ロック専門雑誌「ケラング!」などから取材を受けたりしてさらに知名度を上げることになった。
アヴナーは以前、アメリカ海軍でソナー技術者の職に就いていた。その後、ネバダ州トノパー（en:Tonopah, Nevada）でコンピューター技術者として働いた。職場では外見以外、他のスタッフと別段変わるところはなかった。日常の生活では、彼は虎のように木登りを楽しみ、虎のように毎日生肉を食べた。かつて「ザ・サン」紙の取材を受けたときに、「できるだけ生の肉で、虎が獲物を狩ったばかりで体温が感じられるような温度で食べているのです」と答えていた。
また、「キャット・ウーマン」を見つけたかという問いに対してアヴナーは、「私が人であることよりも虎であろうとする考えを理解してもらうのは、多くの女性にとって難しいことでしょう」と見解を述べている。
2012年11月5日、ネバダ州の自宅で死去。自殺と見られている。54歳没。

## 「改造」の概要
彼が行った「改造」の概要は、以下のとおりである。
- 顔面を含む広い範囲へのタトゥー
- 額の生え際を修正
- 顔面に着脱可能な虎のヒゲをつけるためのインプラント注入
- 眉・前頭部・鼻部分の形状を変えるためのインプラント注入。将来は虎と同じようにインプラントで作った2つの耳を頭頂部に取り付ける計画があった。
- ネコ科の動物の歯に似せた総入れ歯
- 虹彩部分に縦の切れ目が入っている緑色のコンタクトレンズの装用
- 手術で尖らせた耳と細長くした耳朶
- 唇・頬・顎や他の顔面へのシリコン挿入
- 唇部分を2つに切開し、虎に似せる

## 「改造」と医療倫理上の見解
アヴナーが受けた「改造」の多くは、アリゾナ州を拠点に活動する技術者スティーヴ・ハワース（en:Steve Haworth）が手がけている。顔面への大掛かりなタトゥーを初めて手がけたのは、サン・ディエゴのラリー・ハンクスで1985年のことだった。ハンクスはまた、アヴナーへうろこ状のタトゥーを施したが、この時アヴナーは望んでいたわけではないのに、「ナマズ」（Cat Fish）とみなされていた。
ニューヨーク州にあるオールバニ医科大学（en:Albany Medical College）で生命倫理学センターの所長を務めるグレン・マクギーはアヴナーについて、「美容整形は、それがもたらす利益とリスクのバランスを取るインフォームド・コンセントに基づいて実践される。個人の幸福に有害であってもなお、一貫した視点を持つことが可能だ。この患者は、彼自身の持つ古い伝統への関心によって、医学的に健康を害されているのだ」と述べている。